# T-REX (1996年の映画)
『T-REX』（原題：Theodore Rex）は、1996年のアメリカ合衆国のSFコメディ映画。ジョナサン・ベテュエル監督・脚本、ウーピー・ゴールドバーグ主演。
アメリカ合衆国では当初劇場公開が予定されていたがビデオスルーとなり、VHSが発売された1996年当時は「史上最も製作費のかかったビデオ映画」だった。日本では劇場公開されたが、日本語吹替版のみの公開だった。

## ストーリー
遠い未来。恐竜は人間の様に二つの足で歩き言葉を話し、人間と共に生活する存在になっていた。
ある日、警察の広報課に勤める恐竜のセオドアは自分と同じ恐竜が殺害される夢を見た。一方、女性警官のケイティは犯罪者スピナーを追うがまんまと逃げられてしまった。遺伝子工学の権威であるケインと警察長官のリンチは、セオドアとケイティにバディを組んで事件を捜査するよう命じる。

## キャスト
※括弧内は日本語吹替
- ケイティ・コルトレーン - ウーピー・ゴールドバーグ（小宮和枝）
- エリザー・ケイン - アーミン・ミューラー＝スタール（阪脩）
- ヴェロニカ・シェイド医師 - ジュリエット・ランドー（新山志保）
- スピナー - バッド・コート（青野武）
- エッジ - スティーヴン・マクハティ
- セオドア・レックス（声） - ジョージ・ニューバーン（英語版）（竹中直人）
- モリー・レックス（声） - キャロル・ケイン
- リンチ長官 - リチャード・ラウンドトゥリー（池田勝）
- アラリック - ジャック・ライリー（英語版）
- アレックス・サマーズ - ピーター・マッケンジー（英語版）
- ローガン - ジョー・ダレッサンドロ
- セバスチャン - トニー・T・ジョンソン
- アーミトラジ博士 - スージー・コエーリョ（英語版）
- トイメイカー - ピーター・ウォン（英語版）